# 新戦艦大和
『新戦艦大和』（しんせんかんやまと）は、梶原一騎による絵物語・漫画。

## 概要
絵物語版は、1961年に吉田郁也の絵で『日の丸』に掲載された。漫画版は、少年画報社の『少年画報』にて、1963年7月号から1964年3月号まで連載された。作画：団鉄也。
艦長の沖田武夫とその息子2人が新戦艦大和でキラー博士と戦うという物語。アニメ『宇宙戦艦ヤマト』の10年以上前に「戦艦大和が空を飛ぶ」アイデアを出した先駆的作品である。新戦艦大和は、デルタ翼で飛行し、潜水も可能となっている。
梶原一騎側は『宇宙戦艦ヤマト』を『新戦艦大和』の模倣だとみなしていた。「『宇宙戦艦ヤマト』の中心スタッフで漫画版を描いた松本零士を脅した」、「梶原一騎周辺が息巻いた」などと言われていたが、松本零士本人によると、梶原一騎側からはこの件について特に何も言わなかったという。松本は戦艦が空を飛ぶというアイデア自体、第二次世界大戦前から海野十三の小説を初めとして、昔から存在していると説明している。梶原のものも、戦前に人気を博した少年小作家・平田晋策の『新戦艦高千穂』がヒントとなったと指摘されている。